# Phố Ngọc Hà
Phố Ngọc Hà (tên thời Pháp thuộc: Route de Ngọc Hà và Phố Hàng Hoa hay còn gọi là trại Hàng Hoa) là một tuyến phố cổ thuộc quận Ba Đình, thành phố Hà Nội.

## Vị trí, đặc điểm
Phố Ngọc Hà dài khoảng 450 mét, điểm đầu nằm ở ngã tư giao cắt giữa các phố Trần Phú, phố Thanh Bảo, phố Sơn Tây, Chợ Ngọc Hà; phố này kéo dài chạy cắt qua ngã tư phố Lê Hồng Phong và phố Đội Cấn. Điểm cuối phố là dốc Ngọc Hà tạo ngã ba với đường Hoàng Hoa Thám (Vườn Bách Thảo).
Phố Ngọc Hà có chia ra các đoạn phố rõ rệt:
Đoạn đầu phố tính từ số nhà 1A Ngọc Hà (Chợ Ngọc Hà) đây là một đoạn phố nhỏ hẹp, đông đúc người qua lại kẹp vào giữa một bên là chợ Ngọc Hà đông đúc, một bên là dẫy phố có nhiều những căn nhà biệt thự hàng trăm năm tuổi được xây dựng từ thời Pháp thuộc.
Phố Ngọc Hà giao cắt qua nhiều các con "Phố Tây" do người pháp quy hoạch như: phố Lê Hồng Phong, phố Trần Phú,...
Đoạn cuối phố tính là đoạn dốc từ Đường Thành (phố Hoàng Hoa Thám) xuống đến ngang đình Ngọc Hà, đoạn đường viền về phía sau vườn Bách Thảo.
"Lăng Chủ Tịch Hồ Chí Minh" có địa chỉ nằm tại số 19 Phố Ngọc Hà, quận Ba Đình, Hà Nội.
Phố thuộc hai phường Ngọc Hà và Đội Cấn, quận Ba Đình.

## Lịch sử
Phố Ngọc Hà nguyên là một con đường cái cũ có từ xưa nối vùng kẻ Bưởi - Thụy Chương với khu Cửa Nam vòng qua bên ngoài Cửa Tây và Cửa Tây Nam; con đường này vẫn giữ nguyên nét vạch sau khi khu vực này đã được quy hoạch; nó đi sát bên ngoài các làng Hữu Tiệp, Ngọc Hà làm ranh giới cho những làng đó với khu Bách Thảo và quảng trường Tròn; vì thế phố Ngọc Hà không thẳng mà quanh co vì nó vẫn đi trên một con đường lũy cũ của thành Đại La xưa.
Xưa Ngọc Hà giáp liền với Hoàng Thành nơi có nhiều phủ đệ, cung đình của các ông hoàng, bà chúa với vườn hoa cây cảnh tô điểm cho cuộc sống giàu sang, phong lưu, thanh nhàn. Khi các quan lại về hưu họ mua đất làng Ngọc Hà làm nhà sống dưỡng lão. Việc trồng hoa, cây cảnh để giải trí là thú vui tao nhã, thanh cao, hấp dẫn. Làng Ngọc Hà dần dà trở thành làng nghề trồng hoa và còn có tên "Phố Hàng Hoa" hay "trại Hàng Hoa".
Cuối thế kỷ XIX, thực dân Pháp chiếm một phần đất Ngọc Hà để xây "phủ Toàn Quyền" và làm "vườn hoa Bách Thảo". Pháp mở mang phần phía Tây phố Ngọc Hà sát liền vườn Bách thảo là kho thuốc súng (Poudrières) khu đất tiếp theo chúng làm một trại cư trú cho gia đình các hạ sĩ quan và lính khố đỏ của trung đoàn 1 khố đỏ Bắc kỳ. Một bức tường dài kéo dọc suốt đầu phố Ngọc Hà và gọi tên trại cư trú là: (Camp Mangin, Trại Măng Gianh) nhân dân Hà Nội đặt tên: Trại con gái.
Năm 1920 nhiều xí nghiệp, trại lính xây quanh đất Ngọc Hà: Nhà máy bia, nhà máy da, sở xe điện, vườn ươm cây. Nhiều người các nơi đến mua đất làm nhà mở cửa hàng buôn bán và cho thuê: Hàng xén, thợ may, giặt là, cắt tóc v.v. Một vài xóm Me Tây, "cô đầu" là những phụ nữ sống dựa vào bọn lính tráng "Âu Phi". Dăm ba người hợp nhau thuê chung căn nhà nhỏ hẹp để tiếp khách.
Trên phố Ngọc Hà trong ngõ số 20 có khu nhà "Thủy tiên trang" của ông Nguyễn Công Tiễu. Ông xuất bản tờ báo "Khoa học" được nhiều độc giả yêu thích đón đọc. Ông có công trình nghiên cứu "bèo hoa dâu" được Hội nghị khoa học quốc tế Thái Bình Dương mời tham gia thuyết trình, ông còn ham mê di thực những giống cây quý hiếm vẫn phải nhập ngoại như táo tàu, củ hoa thủy tiên. Vì vậy khu nhà ông mang tên "Thủy Tiên Trang".
Phía đầu phố Ngọc Hà giao với phố Sơn Tây khi xưa có rất nhiều những căn biệt thự Pháp được xây dựng trước những năm 1954, tính đến nay đã gần trăm tuổi. 

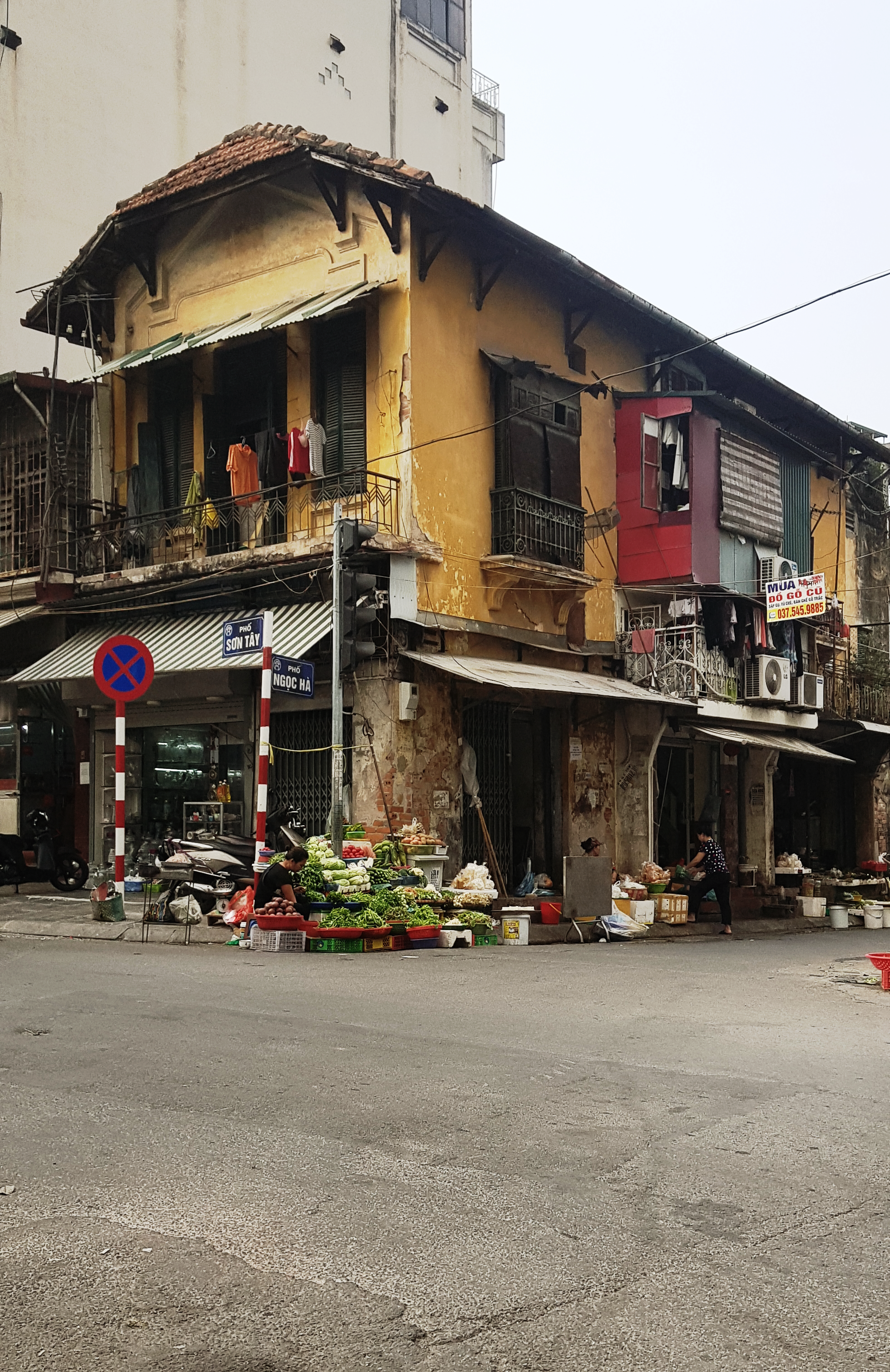
Biệt Thự Pháp giữa lòng Hà Nội.

Trải qua quãng thời gian dài cộng với việc có nhiều hộ gia đình sinh sống lâu đời cùng trong một căn biệt thự nên việc trùng tu là rất khó khăn. Có những con ngõ nhỏ tầm 70 – 80 cm mà có khi trong đó có hàng chục hộ dân sinh sống; âu đấy cũng là cái nếp sống, cái văn hóa của người Hà Thành xưa.

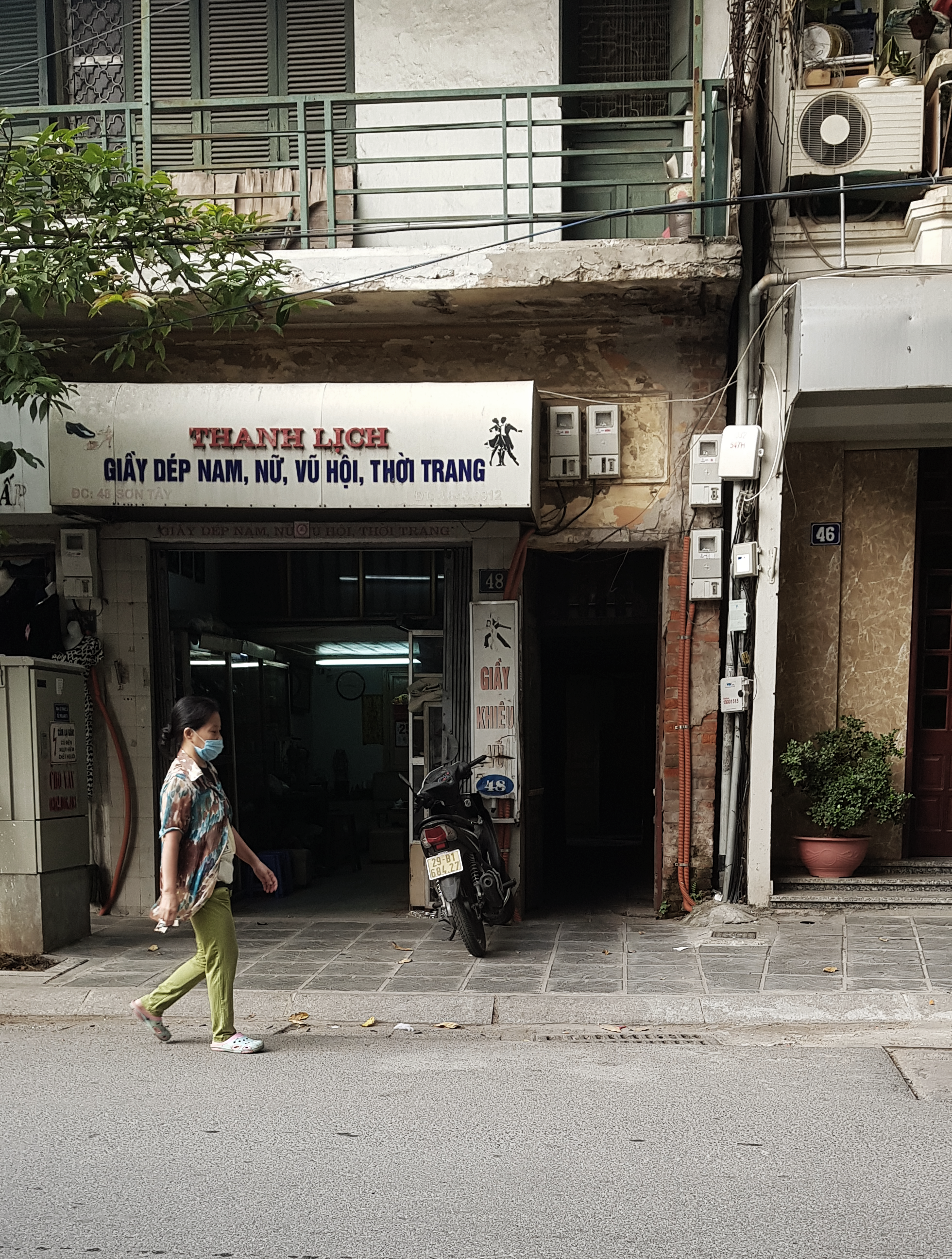
Ngõ nhỏ giữa lòng Hà Nội

Giờ đây phố Ngọc Hà là con phố tấp nập, du lịch, đông vui, nhộn nhịp của Thủ đô Hà Nội. Lòng đường được mở rộng, thông thoáng đón nhận những đoàn xe ô tô khắp nơi đến tham quan.

## Các công trình nổi bật
- Lăng Chủ Tịch Hồ Chí Minh
- Vườn Bách Thảo
- Đình Ngọc Hà
- Chợ Ngọc Hà